# Milieu VRBL
Le milieu VRBL (milieu lactosée biliée au cristal violet et au rouge neutre) est un milieu de culture gélosé pour les coliformes totaux et thermotolérants.

## Composition
- peptone 7 g
- extrait de levure 3 g
- lactose 10 g
- chlorure de sodium 5 g
- mélange sel biliaire 1,5 g
- cristal violet 0,002 g
- rouge neutre 0,03 g
- agar-agar 15 g
- eau distillée 1 000 mL

## Caractéristiques chimiques
Le milieu VRBL possède un pH de 7,4 (à 25 °C avec une marge d'erreur de ±0,2 pour la valeur pH métrique. En fonction des normes du fournisseur; Biokard ou Oxoïd par exemple.)
Le milieu VRBL est du type sélectif c’est-à-dire qu'il sélectionne des micro-organismes pouvant ainsi bénéficier des facteurs de croissance.
La gélose lactosée biliée au cristal violet et au rouge neutre (VRBL) est utilisée pour la recherche et le dénombrement des bactéries coliformes (Escherichia coli, Citrobacter, Klebsiella, Enterobacter) dans l'eau, les produits laitiers, et autres denrées alimentaires. Elle est également utilisée pour les opérations de purification et d'isolement des colonies présumées de Salmonella dans les produits carnés et assimilés.
S'il y a culture cela veut dire que le micro-organisme est résistant aux agents sélectifs, le cristal violet et les sels biliaires, on peut donc supposer que la souche est un bacille Gram négatif. Si le micro-organisme a dégradé le lactose présent dans le milieu, cela s'observera par un virage de l'indicateur pH vers une couleur rouge. Dans le cas d'une forte acidification liée à l'utilisation du lactose il se forme des précipités de sels biliaires. Deux souches sont testées couramment pour le contrôle qualité. Escherichia coli (lactose (+)) qui donnera de une coloration rouge du milieu et de ses colonies ainsi qu'un précipité de sels biliaires. Salmonella enterica (Lactose (-)) donnera des colonies de couleur beige.